# Мюррей, Лиз
Элизабет «Лиз» Мюррей (англ. Liz Murray; 23 сентября 1980 года Бруклин, Нью-Йорк, США) — американская писательница и мотивационный оратор, известная тем, что была принята в Гарвард, несмотря на то, что в школьные годы была бездомной. История её жизни была запечатлена в фильме Гарвардский бомж (2003). В 2010 году Лиз выпустила мемуар Клуб бездомных мечтателей, впоследствие ставший бестселлером New York Times.

## Биография
Элизабет Мюррей родилась 23 сентября 1980 года в районе Бруклин, Нью-Йорк, США, в бедной семье с наркозависимыми родителями, оба из которых были носителями ВИЧ-инфекции. С самого раннего возраста она была окружена наркотиками и нездоровой атмосферой. Зачастую, будучи голодной, она ела кубики льда, потому что это давало ей ощущение того, что она ест. Когда Лиз было около 9 лет она начала работать на автозаправках, чтобы заработать немного денег на продукты. Её родители разошлись в 1994 и её мать и сестра переехали к её дедушке. Элизабет жила со своим отцом, пока их сосед не позвонил в органы и опеки и взял под своё попечительство на 35 дней для её же защиты. В то же время отец Лиз был выгнан из квартиры. На протяжении нескольких лет Мюррей, её мать и сестра Лиса жили с отцом её матери (дедушка Лиз и Лисы), но в возрасте 13 лет Элизабет на некоторое время поместили в приют.
Лиз стала бездомной, когда ей было всего 15 лет, в то же время её мать умерла от СПИДа в 1996, а её отец переехал в приют для бездомных. Она не хотела для себя подобной жизни и девушка решила получить образование. Мюррей окончила школу в списке лучших учеников и получила стипендию для нуждающихся студентов от New York Times, в результате чего поступила в Гарвард в 2000 году.
В 2003 году Элизабет перевелась из Гарварда в Колумбийский университет, чтобы иметь возможность заботиться о своём больном отце. Девушка получила бакалавриат в области психологии в 2009 году, а в последствии и степень магистра. Её старшая сестра Лиса отучилась в Перчейз-колледже в Нью-Йорке и работает школьным учителем для детей с аутизмом.

## Карьера
Мюррей является соучредительницей и исполнительным директором некоммерческой организации «The Arthur Project» для менторства молодёжи. В то же время она работает мотивационным оратором в Washington Speakers Bureau, начиная с 1999. Элизабет была спикером на различных мероприятиях наряду с Тони Блэром, Михаилом Горбачёвым и Далай-ламой.
Мюррей также была сопродюсером в фильме Гарвардский бомж (2003), где в главной роли играла актриса Тора Бёрч. Фильм был про жизнь Элизабет и получил 3 прайм-таймовые премии «Эмми» в номинациях «Лучший телефильм», «Лучшая женская роль в мини-сериале или фильме» и «Лучший монтаж мини-сериала или телефильма, снятого на одну камеру».
Мемуар Мюррей Клуб бездомных мечтателей, написанный в 2010 году, стал бестселлером The New York Times, опубликовался в 12 странах и был переведён на 8 языков.